# Вишневе (Куяльницька сільська громада)
Вишне́ве (до 1930 року Шляхетна) — село в Україні, у Куяльницькій сільській громаді, Подільського району Одеської області.

## Адміністративний устрій
Вишне́ве знаходиться на відстані 18 км від районного центру та на відстані 190 км від обласного центру шосейними шляхами.
Вишне́ве підпорядковується Куяльницькій сільській раді. 
На території села працює нині загальноосвітня школа І-ІІ ступенів, бібліотека, фельдшерсько-акушерский пункт, будинок культури та магазин, а також до недавнього часу на території села базувалась комплексна тракторна бригада агрофірми «Едем».

## Географія
На території села розташовано 1 ставок.
Територія села за своїм географічним розташуванням характеризується помірно-континентальним кліматом. Тепловий режим сприяє для вирощування озимої пшениці, цукрового буряка, кукурудзи, соняшника. Максимум опадів припадає на вегетаційний період. Біля села є запаси глини і будівельного піску. Переважають чорноземи.

## Історія
Місцевість на якій знаходиться село Вишне́ве має давню історію. Неподалік були знайдені сліди життя людей часів трипільської культури. Тутешні степи бачили сарматів.
Перші згадки датуються 1859 роком у книзі: «Список населенных мест по сведениям 1859 года. Херсонская губерния». 1859 року село Шляхетна належала до Кондратівської волості Ананівського повіту Херсонської губернії Російської імперії. На цей момент часу в селі Шляхетна було зареєстровано 17 дворів з чисельністю населення 98 людей чоловічої статі та 89 людей жіночої статі. До повітового міста відстань 15 верств.
Під час організованого радянською владою Голодомору 1932—1933 років померло щонайменше 24 жителі села.
12 червня 2020 року, відповідно до Розпорядження Кабінету Міністрів України від № 724-р «Про визначення адміністративних центрів та затвердження територій територіальних громад Одеської області», увійшло до складу Куяльницької сільської територіальної громади.
19 липня 2020 року, в результаті адміністративно-територіальної реформи і ліквідації Подільського району (1923-2020), село увійшло до складу новоутвореного Подільського району Одеської області.

## Населення
Згідно з переписом УРСР 1989 року чисельність наявного населення села становила 239 осіб, з яких 110 чоловіків та 129 жінок.
За переписом населення України 2001 року в селі мешкали 232 осіб.

### Мова
Розподіл населення за рідною мовою за даними перепису 2001 року був наступним:
| українська | 209 | 90,09 |
| російська  | 15  | 6,47  |
| молдавська | 8   | 3,44  |

## Визначні пам'ятки
До визначних пам'яток села можна віднести панський будинок побудований у XIX столітті в стилі класицизму, пам'ятник односельчанам воїнам-визволителям, полеглим під час радянсько-німецької війни 1941—1945 років — розташований в сільському парку. Пам'ятник загиблим льотчикам — розташований біля школи.

## Відомі люди

### Народилися
- Печеров Андрій Васильович — голова виконкому Одеської обласної ради. Депутат Верховної Ради УРСР 11-го скликання (з 1986 року), народний депутат України 1-го скликання. Кандидат у члени ЦК КПУ у 1986—1990 роках.